# パパイン
パパイン（英: papain、EC 3.4.22.2）は、プロテアーゼ（タンパク質分解酵素）の中のシステインプロテアーゼに分類される酵素。植物由来のプロテアーゼとしてはもっとも研究が進んでいるもののひとつである。

## 概要
パパイア（Carica papaya）から見つかったことからこの名前がつけられた。熟したパパイアにはパパインはほとんど含まれない。同様の酵素（ブロメライン）が生のパイナップルの果実に豊富に含まれる。ブロメラインは肉を柔らかくすることから、酢豚などの料理に用いられるが、一般には酵素は加熱により活性を失うため、加工時に加熱処理されている缶詰の果実ではこのような効果はない。キウイフルーツのアクチニジンやイチジクのフィシンも同様な酵素である。
触媒残基はシステインとヒスチジンで、システイン残基のチオール基の硫黄原子がペプチド結合のカルボニル炭素に求核攻撃を行うことから、タンパク質やペプチドの加水分解が始まる。塩基性アミノ酸、グリシン及びロイシンと続くアミノ酸とのペプチド結合を切断する。
パパインは、ロイペプチンなどのペプチド系阻害剤や、システイン残基（チオール基）修飾試薬（水銀化合物など）によって阻害される。
日本国外では、傷の壊死組織を除去する目的でパパインの軟膏が利用できる国もあり、健康な皮膚組織には影響を与えにくい。似た医薬品として、日本ではブロメライン軟膏がある。パパインが含まれるパックや洗顔料も市販されている。